# Gruppo XXII Ottobre
Gruppo XXII Ottobre è la denominazione giornalistica attribuita a una organizzazione della sinistra extraparlamentare, attiva a Genova tra il 1969 e il 1971, che proveniva da un circolo culturale comunista denominato Circolo XXII Ottobre, che da circolo culturale legale e non violento, decise di passare ad azioni armate ed illegali, con una scelta che fu intenzionalmente rivoluzionaria, evolutasi a organizzazione politico-militare. L'impostazione ideologica era di natura marxista-leninista. Fu il primo gruppo politico a passare decisamente all'azione militare, seguiti dai GAP (Gruppi d'Azione Partigiana), dell'editore Giangiacomo Feltrinelli, e furono in certo senso dei precursori delle Brigate Rosse.
Leader fu Mario Rossi, suoi maggiori esponenti furono Augusto Viel, Rinaldo Fiorani, Giuseppe Battaglia, Adolfo Sanguineti, Gino Piccardo, Diego Vandelli, Aldo De Sciciolo e Cesare Maino.
Il nome del gruppo, che fu creato dalla stampa, faceva riferimento alla data di un biglietto ferroviario trovato nelle tasche di Mario Rossi; i suoi affiliati venivano chiamati anche, dai giornalisti dell'epoca, con la denominazione di i tupamaros della Val Bisagno.

## Azioni rilevanti
- 24 aprile 1970, a Genova attentato alla sede del Partito Socialista Unitario (PSU) in via Teano.
- 8 maggio 1970, a Genova, attentato alla sede del consolato statunitense, non riuscito perché il personale di guardia spense la miccia.
- 24 dicembre 1970, a Genova, attentato contro un automezzo in dotazione del Nucleo Radiomobile dei Carabinieri.
- 6 febbraio 1971 attentato al deposito della Ignis di Sestri Ponente.
- 18 febbraio 1971 attentato dinamitardo alla raffineria petrolifera ERG di Arquata Scrivia (AL).

## Rapimento di Sergio Gadolla
La notte del 5 ottobre 1970 quattro militanti del gruppo XXII Ottobre rapirono Sergio Gadolla, figlio di un noto industriale genovese attivo anche nel mondo dello sport cittadino. Il rapimento era esclusivamente finalizzato all'autofinanziamento del gruppo, e nelle idee dei militanti l'intera operazione doveva concludersi entro 72 ore. 
Lo spunto per l'azione, studiata a partire dalla fine dell'estate, venne dato da un giornale che riportò la notizia del furto dell'automobile di Sergio Gadolla con il relativo numero di targa, grazie al quale la XXII Ottobre riuscì a risalire all'indirizzo della famiglia e ad altre informazioni utili.
Verso la mezzanotte del 5 ottobre quattro militanti del gruppo prelevarono dunque Sergio Gadolla dalla sua abitazione e lo fecero salire su un'auto noleggiata. Mentre tre uomini del commando trasferivano il giovane in Val d'Aveto, dove erano state precedentemente allestite due tende, il quarto fece due telefonate alla madre di Gadolla per rivendicare il rapimento e, successivamente, per informarla della cifra chiesta per il riscatto: 200.000.000 di lire.
Il momento del pagamento venne però posticipato per ben due volte, in quanto in quei giorni in Liguria pioveva incessantemente e non vi era una visibilità tale da far sentire i sequestratori totalmente al sicuro.
Infine alla madre di Gadolla, la sera del 9 ottobre, fu detto di dirigersi da sola in macchina sulla strada Genova - Ventimiglia, dove a un certo punto un segnale luminoso le avrebbe indicato dove lanciare la valigetta piena di soldi, come fu poi effettivamente fatto dalla donna. Il giovane Sergio Gadolla venne rilasciato come promesso la mattina dopo.
Va detto che la Polizia italiana non era ancora avvezza ai rapimenti di persona, e le indagini si erano inizialmente concentrate su alcuni pastori sardi presenti in quei giorni tra campagne che circondano Genova.

## Rapina e uccisione di Alessandro Floris

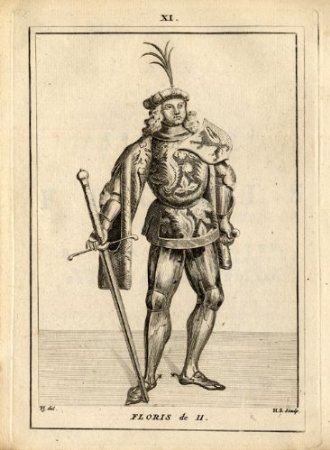
1ª fotografia della sequenza della rapina

Il 26 marzo 1971, a Genova, fu perpetrata una rapina per autofinanziamento all'Istituto Autonomo Case Popolari (IACP), effettuata da due militanti del gruppo con l'aiuto di un complice interno, che portò all'uccisione da parte di Mario Rossi del commesso Alessandro Floris, il quale portava la borsa con il denaro da rapinare e resistette cercando di bloccarne la fuga, venendo per questo motivo ucciso. Di aiuto alle indagini furono le foto scattate da un cittadino fotoamatore, Ilio Galletta, che, spettatore della scena per un caso fortuito, riuscì, con i suoi scatti da una finestra, a documentare i momenti culminanti dell'omicidio.
Mario Rossi fu arrestato il giorno stesso, da due brigadieri; l'altro terrorista, Augusto Viel, fu individuato dagli inquirenti con l'aiuto delle foto scattate e venne arrestato a Milano nel 1972, in un appartamento dei GAP (Gruppi d'Azione Partigiana).
Il 18 aprile 1973 la Corte d'assise condannò Mario Rossi all'ergastolo.

## Dissoluzione del gruppo
In seguito alle serrate indagini seguite alla rapina il gruppo si sbandò, una parte fu arrestata, una parte dei rimasti liberi aderì ai GAP, Gruppi d'Azione Partigiana, dell'editore Giangiacomo Feltrinelli, alcuni altri aderiranno più tardi alle Brigate Rosse.
Durante e dopo il processo, gli imputati di questo gruppo ebbero la solidarietà di un apposito comitato francese ("Comité aux camarades du XXII ottobre"), inizialmente anche da Temps Modernes di Jean-Paul Sartre ma soprattutto del movimento genovese che supportò per oltre tre anni la difesa degli imputati del Gruppo XXII ottobre, oltre che con sostegno alle loro famiglie anche con uno spettacolo itinerante di video e canzoni che fece conoscere la storia in tutta Italia. Piazzale Adriatico, dove molti di loro abitavano, è il luogo "cult" genovese per l'estrema sinistra. Membri del gruppo sostennero che l'uccisione di Floris non fu un fatto intenzionale, fatto riconosciuto anche da Sossi che però, parlando di "fatto diverso da quello voluto", ma che potenzialmente si poteva verificare, chiese e ottenne ugualmente la pena a vita che i detenuti chiamavano "l'erba"

## Rapporti con le Brigate rosse

### Comunicato durante il rapimento Sossi
Di grande effetto mediatico fu, in seguito, la richiesta delle Brigate Rosse in occasione del sequestro del giudice Mario Sossi, in cui, come contropartita della liberazione del giudice, si chiedeva l'uscita dal carcere di 8 membri del Gruppo XXII Ottobre: Mario Rossi, Giuseppe Battaglia, Augusto Viel, Rinaldo Fiorani, Silvio Malagoli, Cesare Maino, Gino Piccardo e Aldo De Scisciolo. La Corte d'assise d'appello di Genova il 20 maggio 1974 diede parere favorevole alla libertà provvisoria e Sossi fu liberato a Milano il 22 maggio 1974. Il procuratore della Repubblica di Genova, Francesco Coco, che si era opposto al mantenimento dell'impegno negoziato con le BR, verrà poi ucciso da queste a Genova, l'8 giugno 1976, insieme a due uomini della scorta.

### Comunicato delle Brigate Rosse durante il rapimento Moro
Durante il rapimento di Aldo Moro, le Brigate Rosse diffusero un comunicato (il numero 8 del 24 aprile 1978) in cui chiedevano di nuovo la liberazione di elementi del gruppo terroristico: